# Rosulna (gmina)
Rosulna – dawna gmina wiejska w powiecie nadwórniańskim województwa stanisławowskiego II Rzeczypospolitej. Siedzibą gminy była Rosulna.
Gminę utworzono 1 sierpnia 1934 r. w ramach reformy na podstawie ustawy scaleniowej z dotychczasowych gmin wiejskich: Kosmacz, Krzywiec, Majdan, Przysłup i Rosulna.
Pod okupacją część gminy weszła w skład nowej gminy Jabłonka.
Po II wojnie światowej obszar gminy znalazł się w ZSRR.